# Velodromo di Saint-Quentin-en-Yvelines
Il velodromo di Saint-Quentin-en-Yvelines (in francese Vélodrome de Saint-Quentin-en-Yvelines), conosciuto anche come velodromo nazionale (in francese Vélodrome National), è un velodromo situato nel comune di Montigny-le-Bretonneux, nel dipartimento degli Yvelines della regione dell'Île-de-France. L'impianto funge da sede della Federazione Ciclistica Francese (FFC) ed da centro di allenamento ufficiale della nazionale francese di ciclismo su pista.

## Storia
Il progetto per il velodromo venne presentato il 19 ottobre 2009 alla presenza dell'allora Segretario di Stato allo Sport Rama Yade. I lavori di costruzione dell'impianto, iniziati nell'ottobre 2011, furono affidati alla società Vélopolis, costituita dalle aziende Bouygues Construction, Sodéarif, Exprimm (ETDE), Meridiam e Crédit Agricole. I costi totali di costruzione furono di 74 milioni di euro. Il 13 gennaio 2014 il velodromo fu presentato al pubblico, mentre l'inaugurazione ufficiale avvenne il 30 gennaio con una gara tra le squadre nazionali di Francia e Gran Bretagna.
Dal 18 al 22 febbraio 2015 il velodromo ha ospitato i campionati del mondo di ciclismo su pista 2015 e dal 19 al 23 ottobre 2016 i campionati europei di ciclismo su pista 2016. A partire dal 18 gennaio 2021, la struttura è stata designata dall'Agence régionale de santé come uno dei centri per la somministrazione del vaccino anti COVID-19. Nel 2022 l'impianto ha ospitato per la seconda volta i campionati del mondo di ciclismo su pista.
Dal 5 all'11 agosto 2024 il velodromo è stata la sede delle gare di ciclismo su pista dei Giochi della XXXIII Olimpiade, mentre dal 29 agosto al 1º settembre 2024 ha ospitato le gare di ciclismo su pista dei XVII Giochi paralimpici estivi.

## Caratteristiche
Il velodromo ha una capienza di 6 043 persone, inclusi 5 000 posti nelle gradinate. L'area al centro della pista è invece capace di accogliere fino a 2 700 persone. La pista, progettata da Schuermann Architects e rivestita in pino siberiano, è lunga 250 metri e larga 8 metri, con un angolo di inclinazione massimo di 43°.

### Circuito BMX
Accanto al velodromo è posizionata una pista per BMX al coperto, realizzata durante la costruzione del velodromo. La pista è lunga 400 metri e comprende quattro rettilinei con dossi e tre curve paraboliche. Sono presenti due punti di partenza, uno con altezza di 4 metri e uno con altezza di 8,5 metri. Nel 2018 e nel 2019 la pista è stata la sede di alcune delle tappe della Coppa del mondo di BMX. Il 1º e il 2 agosto 2024 l'impianto ha invece ospitato alcune delle gare di BMX dei Giochi della XXXIII Olimpiade.